# اتو والکس
اتو والکس (آلمانی: Otto Waalkes؛ زادهٔ ۲۲ ژوئیهٔ ۱۹۴۸) بازیگر، صداپیشه، کمدین، کارگردان فیلم، کاریکاتوریست، فیلم‌نامه‌نویس و خواننده اهل آلمان است. شناخته‌شده‌ترین علامت تجاری او «اوتیفانتن» (Ottiphants) است، شخصیت‌های کمیک فیل‌مانندی که خودش طراحی کرده است. آن‌ها روی جلد اولین آلبوم منتشر شده او نقش بستند. وی دانش‌آموخته رشته «آموزش هنر» در دانشگاه هنرهای زیبای هامبورگ است.
در سال ۲۰۰۰، والکس با اوا هاسمن در یورک، بازیگر متولد ۱۹۷۲، ازدواج کرد. طبق گفته خودشان، آنها ازدواج باز داشتند و اغلب در مکان‌های مختلف زندگی می‌کردند. این زوج رسماً در اوایل نوامبر ۲۰۱۱ از هم جدا شدند و در ۲۲ نوامبر ۲۰۱۲ طلاق گرفتند. والکس در هامبورگ-بلانکنز زندگی می‌کند و رسماً به عنوان یکی از شهروند حوزهٔ انتخاباتی هامبورگ ثبت شده است.
وی همچنین برندهٔ جوایزی همچون جایزه گریمه شده‌است.